# FAHL 1905/06
Sezona 1905/06 lige FAHL je potekala od 27. decembra do 28. februarja. Moštva bi igrala osem tekem, a so zaradi neuspešnosti Montagnardsov nekatera moštva igrala le po 6 ali 7 tekem. Smiths Falls so osvojili ligo z razmerjem zmag in porazov 7-0.

## Redna sezona
Z odhodom dveh najboljših moštev, Ottawe in Wanderersov, je moč lige FAHL upadla. Kakorkoli, prazni mesti so zapolnili s kluboma Ottawa Victorias in Smiths Falls in nadaljevali. 

### Vrhunci
Montagnardsi so bili na kolenih, ko jih je Brockville 2. februarja na njihovi zadnji tekmi porazil z izidom 26-0. 
V nasprotju pa je sezona postregla z malim povprečjem zadetkov, še najbolj je izstopal debitant v moštvu Smiths Falls, vratar Percy LeSueur. 

### Končna lestvica
| Moštvo               | OT | Z | P | R | GF | GA |
| -------------------- | -- | - | - | - | -- | -- |
| Smiths Falls         | 7  | 7 | 0 | 0 | 35 | 13 |
| Ottawa Victorias     | 8  | 4 | 4 | 0 | 48 | 42 |
| Brockville HC        | 7  | 3 | 4 | 0 | 55 | 32 |
| Cornwall HC          | 6  | 2 | 4 | 0 | 16 | 30 |
| Montreal Montagnards | 4  | 0 | 4 | 0 | 2  | 39 |

### Izidi
| Mesec    | Dan | Gosti        | Izid | Gostitelji   | Izid |
| -------- | --- | ------------ | ---- | ------------ | ---- |
| December | 27  | Smiths Falls | 1    | Montagnards  | 0    |
| Januar   | 1   | Victorias    | 3    | Cornwall     | 3    |
| Januar   | 5   | Cornwall     | 3    | Brockville   | 4    |
| Januar   | 10  | Brockville   | 2    | Smiths Falls | 9    |
| Januar   | 11  | Victorias    | 6    | Montagnards  | 0    |
| Januar   | 19  | Smiths Falls | 2    | Cornwall     | 1    |
| Januar   | 20  | Montagnards  | 3    | Victorias    | 9    |
| Januar   | 25  | Victorias    | 3    | Brockville   | †    |
| Januar   | 27  | Cornwall     |      | Montagnards  | ‡    |
| Januar   | 30  | Victorias    | 3    | Smiths Falls | 6    |
| Februar  | 2   | Montagnards  | 0    | Brockville   | 26   |
| Februar  | 3   | Cornwall     | 5    | Victorias    | 4    |
| Februar  | 9   | Brockville   | 2    | Cornwall     | 3    |
| Februar  | 10  | Smiths Falls | 7    | Victorias    | 4    |
| Februar  | 13  | Brockville   |      | Montagnards  | ‡    |
| Februar  | 15  | Victorias    | 7    | Brockville   | 11*  |
| Februar  | 16  | Cornwall     | 2    | Smiths Falls | 7    |
| Februar  | 19  | Smiths Falls | 6    | Brockville   | 4    |
| Februar  | 23  | Brockville   | 8    | Victorias    | 14   |
| Februar  | 23  | Montagnards  |      | Cornwall     | ‡    |
| Februar  | 28  | Montagnards  |      | Smiths Falls | ‡    |

† Preloženo zaradi slabe pripravljenosti ledene ploskve. 
‡ Brez rezultata.
* Zaostala tekma iz 25. januarja.

### Vratarji
| Vratar         | Klub         | OT | GA | SO | GAA |
| -------------- | ------------ | -- | -- | -- | --- |
| LeSueur, Percy | Smiths Falls | 7  | 13 | 1  | 1.9 |
| Annabie        | Cornwall     | 2  | 9  | 0  | 4.5 |
| Kerr           | Brockville   | 7  | 32 | 0  | 4.6 |
| Airey          | Cornwall     | 3  | 14 | 0  | 4.7 |
| Bannerman, W.  | Victorias    | 8  | 42 | 1  | 5.3 |
| Runions        | Cornwall     | 1  | 7  | 0  | 7.0 |
| Wright         | Montagnards  | 4  | 39 | 0  | 9.8 |

### Vodilni strelci
| Igralec       | Klub         | OT | G  |
| ------------- | ------------ | -- | -- |
| Smith, Tommy  | Victorias    | 8  | 12 |
| Harrison, R.  | Victorias    | 8  | 12 |
| Ross, H.      | Smiths Falls | 7  | 8  |
| Throop, Art.  | Victorias    | 8  | 6  |
| Brown         | Smiths Falls | 7  | 5  |
| McCourt, Owen | Cornwall     | 6  | 5  |

## Končnica
Ko se je sezona končala, je Smiths Falls izzval moštvo Ottawa Hockey Club za Stanleyjev pokal. Ottawa je serijo dobila z 2-0 v tekmah in po koncu serije podpisala pogodbo z vratarjem Smiths Falls Percyjem LeSueurjem. 

### Smiths Falls: Ottawa
| Datum                                   | Zmagovalec      | Izid | Poraženec    | Lokacija    |
| --------------------------------------- | --------------- | ---- | ------------ | ----------- |
| 6. marec 1906                           | Ottawa Senators | 6–5  | Smiths Falls | Dey's Arena |
| 8. marec 1906                           | Ottawa Senators | 8–2  | Smiths Falls | Dey's Arena |
| Ottawa je zmagala serijo z 2–0 v zmagah |                 |      |              |             |